# Stenocorus longevittatus
Stenocorus longevittatus är en skalbaggsart som först beskrevs av Leon Fairmaire 1887.  Stenocorus longevittatus ingår i släktet Stenocorus och familjen långhorningar. Inga underarter finns listade i Catalogue of Life.